# جورلا مينور
جورلا مينور؛ هي بلدية (بلدية) في مقاطعة فاريزي في منطقة لومباردي الإيطالية، وتقع على بعد 30 كيلومتر (19 ميل) تقريباً شمال غرب ميلانو وحوالي 15 كيلومتر (9 ميل) جنوب شرق فاريزي. اعتبرعدد سكانها من 31 ديسمبر 2018 ، 8،364  وتقدر مساحتها 7.7 كيلومتر مربع (3.0 ميل2).
بلدية جورلا مينور تحتوي على فرازيوني (تقسيم صغير) لبروبيانو.
تقع جورلا مينور على حدود البلديات التالية: سيسلاغو ، و Gorla Maggiore ، و جورلا ماجيوري ، و موزات ، و اولجيات اولونا ، وريفالدينا ، و سولبيت الونا .
بين الحدود مارنات وأولجيات أولونا يوجد نصب تذكاري عسكري من الحرب العالمية الثانية يسمى بنكر مارنات .

## روابط خارجية
- www.comune.gorlaminore.va.it